# سیارک ۲۰۳۰۶
سیارک ۲۰۳۰۶ (به انگلیسی: 20306 Richarnold، نامگذاری:1998FC106) بیست هزار و سیصد و ششمین سیارک کشف شده‌است که در ۳۱ مارس ۱۹۹۸ کشف شد.
قدر مطلق سیارک برابر ۱۲.۳ است.